# Boro Primorac
Boro Primorac (* 5. prosince 1954 v Mostaru) je bývalý chorvatský a jugoslávský fotbalista a manažer, který v současné době působí jako trenér prvního týmu v anglickém Arsenalu. V dresu Jugoslávské reprezentace odehrál čtrnáct utkání a v roce 1980 se zúčastnil Letních olympijských her v Moskvě.